# 植田東
植田東（うえだひがし）は、愛知県名古屋市天白区の地名。現行行政地名は植田東一丁目から植田東三丁目がある。住居表示未実施。

## 地理
名古屋市天白区の東部に位置し、東に梅が丘、西に植田本町、南に井口、北に鴻の巣に接する。

## 歴史

### 沿革
- 1997年（平成9年） - 天白区天白町植田の一部により、同区植田東一丁目から植田東三丁目がそれぞれ成立する。

## 世帯数と人口
2019年（平成31年）1月1日現在の世帯数と人口は以下の通りである。
| 丁目         | 世帯数    | 人口    |
| ------------ | --------- | ------- |
| 植田東一丁目 | 344世帯   | 827人   |
| 植田東二丁目 | 452世帯   | 1,184人 |
| 植田東三丁目 | 739世帯   | 2,160人 |
| 計           | 1,535世帯 | 4,171人 |

### 人口の変遷
国勢調査による人口の推移
| 2000年（平成12年） | 2,993人 | [ WEB 6 ] |  |
| 2005年（平成17年） | 3,423人 | [ WEB 7 ] |  |
| 2010年（平成22年） | 3,947人 | [ WEB 8 ] |  |
| 2015年（平成27年） | 3,997人 | [ WEB 9 ] |  |

## 学区
市立小・中学校に通う場合、学校等は以下の通りとなる。また、公立高等学校に通う場合の学区は以下の通りとなる。なお、小学校は学校選択制度を導入しておらず、番毎で各学校に指定されている。
| 丁目         | 番・番地等 | 小学校                                      | 中学校               | 高等学校 |
| ------------ | ---------- | ------------------------------------------- | -------------------- | -------- |
| 植田東一丁目 | 全域       | 名古屋市立植田小学校 名古屋市立植田東小学校 | 名古屋市立植田中学校 | 尾張学区 |
| 植田東二丁目 | 全域       | 名古屋市立植田東小学校                      | 名古屋市立植田中学校 | 尾張学区 |
| 植田東三丁目 | 全域       | 名古屋市立植田東小学校                      | 名古屋市立植田中学校 | 尾張学区 |

## 施設
- 愛知県立天白高等学校
- 名古屋市立植田東小学校
- メディアサポート

## その他

### 日本郵便
- 郵便番号 : 468-0006[WEB 3]（集配局：天白郵便局[WEB 12]）。

### WEB
1. ↑  “愛知県名古屋市天白区の町丁・字一覧”.   人口統計ラボ. 2017年10月7日閲覧。
2. 1 2  “町・丁目(大字)別、年齢(10歳階級)別公簿人口(全市・区別)”.   名古屋市 (2019年1月23日). 2019年1月23日閲覧。
3. 1 2  “郵便番号”.  日本郵便. 2019年2月10日閲覧。
4. ↑  “市外局番の一覧”.   総務省. 2019年1月6日閲覧。
5. 1 2  名古屋市役所市民経済局地域振興部住民課町名表示係 (2015年10月21日). “天白区の町名一覧”.   名古屋市. 2017年10月7日閲覧。
6. ↑  名古屋市役所総務局企画部統計課統計係 (2005年7月1日). “（刊行物）名古屋の町(大字)・丁目別人口 (平成12年国勢調査) 天白区” (xls). 2017年10月8日閲覧。
7. ↑  名古屋市役所総務局企画部統計課統計係 (2007年6月29日). “平成17年国勢調査　名古屋の町(大字)別・年齢別人口 天白区” (xls). 2017年10月8日閲覧。
8. ↑  名古屋市役所総務局企画部統計課統計係 (2012年6月29日). “平成22年国勢調査　名古屋の町(大字)別・年齢別人口 天白区” (xls). 2017年10月8日閲覧。
9. ↑  名古屋市役所総務局企画部統計課統計係 (2017年7月7日). “平成27年国勢調査　名古屋の町(大字)別・年齢別人口” (xls). 2017年10月8日閲覧。
10. ↑  “市立小・中学校の通学区域一覧”.   名古屋市 (2018年11月10日). 2019年1月14日閲覧。
11. ↑  “平成29年度以降の愛知県公立高等学校（全日制課程）入学者選抜における通学区域並びに群及びグループ分け案について”.   愛知県教育委員会 (2015年2月16日). 2019年1月14日閲覧。
12. ↑  郵便番号簿 平成29年度版 - 日本郵便. 2019年02月10日閲覧 (PDF)